# Pat Conway
Pat Conway (9 de enero de 1931-24 de abril de 1981) fue un actor estadounidense, conocido principalmente por su papel del Sheriff Clay Hollister en la serie televisiva de género western Tombstone Territory (1957-1960). 

## Biografía
Su nombre completo era Patrick Douglas Conway, y nació en Los Ángeles, California. Sus padres eran el director y actor Jack Conway y Virginia Bushman. Era sobrino materno del actor Ralph Bushman y del director artístico Bruce Bushman. Además era nieto materno de la estrella del cine mudo Francis X. Bushman.

### Carrera en el western
Como Sheriff Hollister en la ciudad de Tombstone (Arizona), Conway trabajó junto a Richard Eastham, en el papel de Harris Claibourne, editor del periódico real Tombstone Epitaph, en la serie Tombstone Territory. La serie constó de 93 episodios, actuando ambos actores en todos ellos. Otros actores que aparecían en la serie eran Quintin Sondergaard, Gilman Rankin, Dennis Moore, Robert J. Wilke, John Doucette y Warren Oates.
Además de en la serie citada, Conway fue artista invitado en otras numerosas producciones de género western:
-The Texan, serie de Rory Calhoun para la CBS. Fue Mike Kaler en el episodio "The Troubled Town". 
-Laramie, de la NBC. Fue Tom Wade en el episodio "The Killer Legend".
-Empire, de la NBC. Hizo el papel de Dan Bishop en el episodio "Seaon of Growth".
-Rawhide, de la CBS. Fue Reed McCuller en el episodio "Moment in the Sun".
-Branded, serie de la NBC con Chuck Connors. Interpretó a Johnny Dolan en "The Bounty".
-The Iron Horse, de la ABC. Fue Brill en "Big Deal".
-Hondo, de la ABC. Fue Redell en "Hondo and the Singing Wire". El protagonista de Hondo, Ralph Taeger, actuó en dos ocasiones con Conway en Tombstone Territory.
-Bonanza, de la NBC. Tres episodios, "The Lonely Runner", como Sheriff Pete (1965), "The Gentle Ones" como Frank Cole (1967) y "Salute to Yesterday" como Capitán Jim Harris (1968).
-Gunsmoke, de la CBS. Como Quade en "Obie Tater" (1955), Billy Gunter en "Kitty Caught" (1958), Toque Morlan en "How to Kill a Friend" (1958), y Varnum en "Shadler" (1973).
Además actuó en dos películas western. Fue el Capitán William Maynard en Geronimo (1962), junto a Chuck Connors, y Jake Irons en Brighty of the Grand Canyon (1967), con Joseph Cotten y Karl Swenson.

### Carrera dramática
La primera actuación televisiva de Conway tuvo lugar a los veinte años de edad, en 1951, en el episodio "Brief Music" del programa de la NBC Kraft Television Theatre. Ese mismo año tuvo un papel sin acreditar en la película Westward the Women. En 1952 hizo otro papel sin acreditar, el de proyeccionista en Cantando bajo la lluvia.
En 1955 y 1956, Conway fue elegido para interpretar dos papeles históricos en la serie de Walter Cronkite para la CBS You Are There. Uno de ellos era el joven boxeador James J. Corbett en el segmento "The Birth of Modern Boxing: John L. Sullivan—James J. Corbett Battle (September 7, 1892)". El otro papel lo encarnó en el capítulo dedicado a la Revolución estadounidense "Benedict Arnold's Plot Against West Point (September 23, 1780)".
Conway fue Mel en 1955, en el capítulo "Radioactive" de la serie de Broderick Crawford Highway Patrol. En 1956 encarnó a "Joe" en el episodio "Woman Afraid" de Four Star Playhouse. En 1957 fue Joshua McCabe en "Start Running", capítulo de la serie de la ABC The West Point Story. Ese mismo año fue Saunders en "Rodeo Rough House", uno de los capítulos de la producción de Rod Cameron State Trooper.
Conway también trabajó en dos películas en 1957, The Deadly Mantis y Undersea Girl. Mientras trabajaba en Tombstone Territory, en 1959 Conway hizo el papel del título en "The William Courtney Story", un episodio de la serie de la CBS The Millionaire.
Otros papeles dramáticos fueron los siguientes: En 1962, como Johnny Bicker en "Devil's Canyon", episodio de Ripcord, serie protagonizada por Larry Pennell y Ken Curtis; Teniente Bert Evans en "Squadron", del programa de la NBC The Dick Powell Show; Coronel Stone en el episodio de 1968 "The Professional", en la serie de la NBC Tarzan, interpretada por Ron Ely; Sheriff Townsend en el telefilme The Abduction of Saint Anne; y en dos capítulos de la serie interpretada por Karl Malden The Streets of San Francisco, "The Bullet" (1972) y "Endgame" (1975). 
Pat Conway falleció en 1981 en el Condado de Santa Bárbara, California. Tenía 50 años de edad.